# Mahakuli
Mahachula o Mahakuli (Mahadailitissa) fou rei de Sri Lanka, nebot, fill adoptiu i successor de Walagambahu I, i fill biològic de Kalunna.
Va treballar tres anys en una factoria de sucre a Set Korales i va oferir la sucre obtinguda amb la seva feina als monjos a Anuradhapura. Durant el seu regnat va conferir robes de sacerdot a 90.000 monjos i 12.000 monges. El seu regnat pacífic fou alterat per les incursions de Naga (o Chora Naga), un fill natural de Walagambahu I, que dirigia una banda de bandits i aspirava al tron, sent cada cop més poderós.
Va morir el 62 aC després d'un regnat de 14 anys. El rebel Chora Naga es va proclamar rei.